# Jávori Vilmos
Jávori Vilmos (Budapest, 1945 – Budapest, 2007. február 20.) magyar dzsesszdobos, a magyar dzsessz kiemelkedő, meghatározó személyisége.

## Élete
Zenészcsaládban született . A konzervatórium elvégzése után Garay Attilával kezdett játszani, majd Fogarasi János, Pege Aladár, Vukán György, Tomsits Rudolf, Szakcsi Lakatos Béla, Szabados György együtteseiben dolgozott. 1966-ban a Pege-trióval fellépett a Stockholmi Jazz Fesztiválon, majd a varsói Jazz Jamboree-n.
1971-ben az Egyesült Államokban dolgozott, ahol Elvin Jones növendéke volt, és együtt játszott többek között Jan Hammerral is.
1972-ben megalakította a 70-es évek meghatározó formációját, a Rákfogó együttest Szakcsi Lakatos Bélával, Babos Gyulával, Ráduly Mihállyal és Lakatos "Bögöly" Bélával. A hetvenes évek közepén a Csík-Fogarasi-Jávori trióval lépett fel, 1980-ban a Pege-trióval fellépett Indiában a Jazz Yatra fesztiválon. Az 1980-as évek elején megalakította a Jávori Kvartettet Snétberger Ferenccel, Torma Rudolffal és Csiszár Péterrel, akikkel swing és latin zenét játszott. 1987-ben a Magyar Jazz Kvartett-tel elnyerte az eMeRTon-díjat.
1968-tól kezdve számtalan filmzenében működött közre, amelyek közül a legismertebb az Oscar-díjas Mephistóban előadott dobszólója. Ezen kívül mese- és játékfilmekben, többek között Jancsó Miklós, Bacsó Péter és Makk Károly alkotásaiban is dobolt.
1969-től Hacki Tamás együttesével koncertezett világszerte. 1990-ben alapító tagja volt az MZTSZ Kőbányai Zenei Stúdiójának. Még ugyanebben az évben megalapította a Shabu-shabu együttest Berki Tamással, László Attilával, Lattman Bélával és Fogarasi Jánossal.
2003-ban fiatal tehetséges muzsikusokkal létrehozta a Jávori Sound Machine-t. Szivárvány havasán címmel 2003-ban jelent meg utolsó albuma. A lemezen hét régi ismert népdal hallható új feldolgozásban, Tony Lakatos világhírű szaxofonművész közreműködésével.

## Kitüntetései, díjai
Több nemzetközi dzsesszfórumon nyert díjat, így 1968-ban Montreux-ben a Tomsits Kvartett tagjaként újságírói különdíjat,  1972-ben San Sebastianban Szabados Györggyel a free kategóriában első díjat, illetve ugyanitt a Mr. Szextett-tel (Szakcsi, Vukán, Berkes, Tomsits, Ráduly) újságírói különdíjat vehetett át.
A neves dzsesszdobos 2001-ben pedagógiai munkájáért Weiner Leó-díjat kapott, 2005-ben a Magyar Köztársasági Érdemrend lovagkeresztjével tüntették ki. A Magyar Jazz Szövetség 2007-ben a dobművésznek ítélte a Szabó Gábor-díjat.

## Emlékezete
- Jávori Vilmos Jazz Dob Tehetségkutató Verseny (2012)[2]
- A Modern Art Orchestra a 2012/2013-as évadjának második bérletével tiszteleg Jávori Vilmos emlékének.[3] A 2013. januártól májusig terjedő időszakban havi egy alkalommal jelentkezik ez a sorozat (5 koncert).